# Felsőludesd
Felsőludesd románul: Ludeștii de Sus, falu Romániában, Erdélyben, Hunyad megyében.

## Fekvése
Ludesd (Ludeştii de Jos) mellett fekvő település.

## Története
Felsőludesd' (Ludeştii de Sus) korábban Ludesd (Ludeştii de Jos) része volt. 1956-ban vált külön településsé 85 lakossal.
1966-ban 116, 1977-ben 87, 1992-ben 45, a 2002-es népszámláláskor 28 román lakosa volt.